# Камский (микрорайон Перми)
 Камский  — микрорайон (внутригородской посёлок) в Орджоникидзевском районе города Перми Пермского края России.

## География
Микрорайон находится на левом берегу Камы, ограничен с востока линией застройки домов вдоль речки Резвянка, с запада линией застройки у улицы Ольховская. На юго-востоке микрорайон выходит к улице Лянгасова, играющей роль объездной трассы и границы с микрорайоном Кислотные Дачи.

### Уличная сеть
При вхождении в черту города сменилось название улиц.
Пионерская улица стала Волочаевской, Большая — Бакинских комиссаров, Средняя — Кислотной, Межевая — Кутузова, Трудовая — Наймушина, Зелёная -Профсоюзной, Камская — Рабкоровской, Садовая-Сурикова, Парковая -Химиков.

## История
Поселение выросло при созданном в пригороде Перми в 1916 году суперфосфатном заводе (с 1935 года заводом им. Орджоникидзе). Первые дома работников завода появились рядом с проходной (посёлок им. Дзержинского). В конце 1920-х — начале 1930-х годов начался процесс смещения зоны застройки на возвышенность к востоку от завода. Этот район новых частных домов стал называться Гора Камская или Камский. Со временем посёлок Дзержинского был ликвидирован ввиду очевидных санитарных ограничений химического производства завода им. Орджоникидзе.
Включён посёлок в состав Перми в 1940 году.
В 1940-е и 1950-годы на территории посёлка и в промзоне находились подразделения исправительно-трудовых лагерей: Трест № 29 (Лагерное Отделение № 7 УИТЛК УМВД Молотовской области), Нефтебаза (Участок № 4 Отдельного лагерного пункта № 5 УИТЛК УМВД Молотовской области), «Завод № 90» (Участок № 3 Лагерного отделения № 5 УИТЛК УМВД Молотовской области).

## Промышленность
В промзоне к западу от посёлка находятся завод «Камтекс-Химпром» и Камский завод масел.

## Транспорт
Микрорайон связан с другими микрорайонами города 1 автобусным маршрутом:
- 44 М-н Камский — д. Нижняя Мостовая

Недалеко от микрорайона действует железнодорожная остановочная платформа Кислотный.